# Ligne 6 du tramway de Lyon
Pour les articles homonymes, voir Ligne 6.
La ligne 6 du tramway de Lyon, plus simplement nommée T6, est une ligne de tramway de la métropole de Lyon qui traverse en rocade les 7e, 8e, et 3e arrondissements de Lyon en reliant Debourg à Hôpitaux Est - Pinel.
Elle est construite dans la continuité de la ligne T1, et rencontre sur son trajet les lignes T2, T4, T5 du tramway et les lignes B et D du métro. La mise en service commercial de la ligne a lieu le 22 novembre 2019.

## Histoire

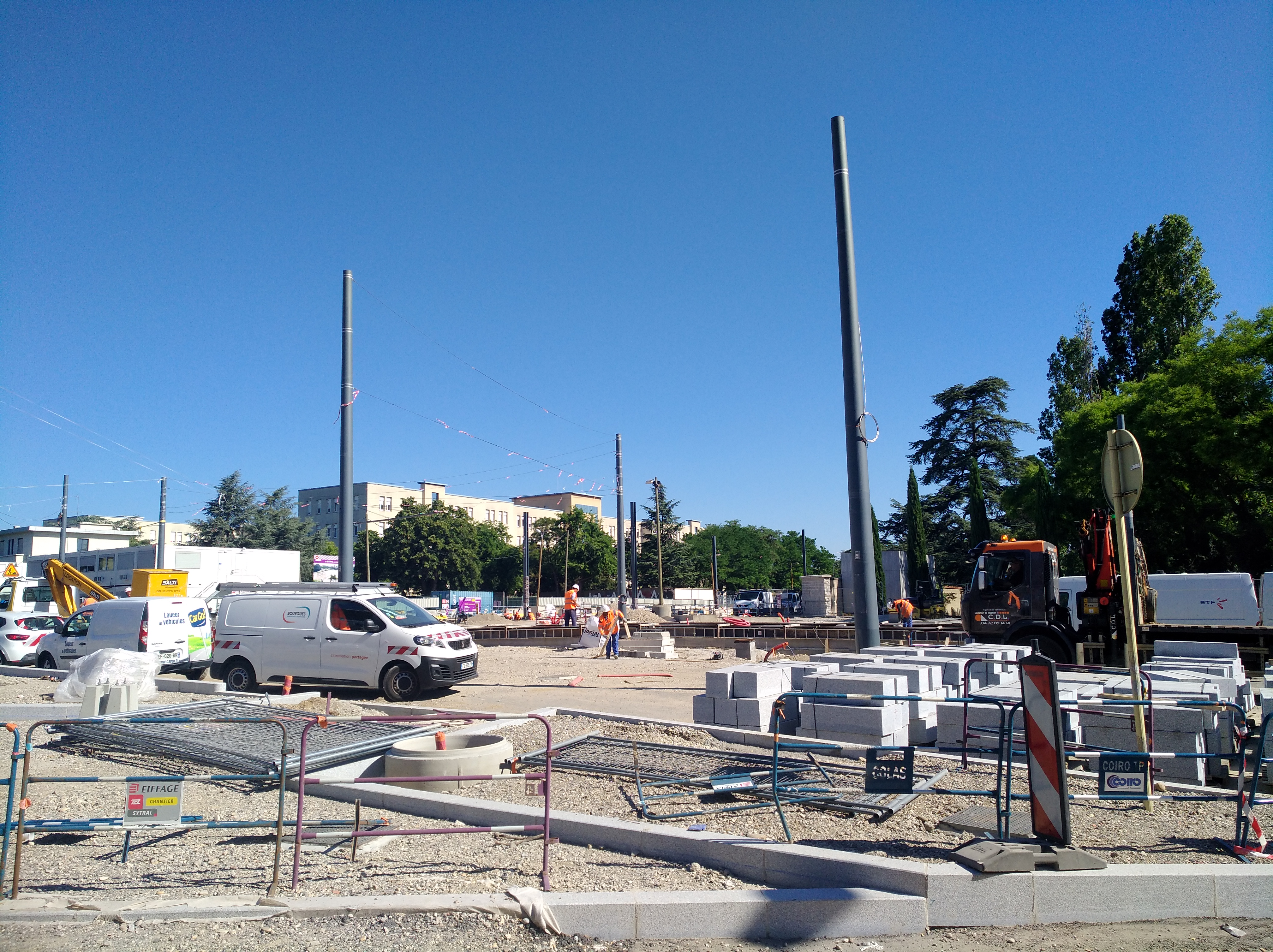
Les travaux de la ligne vers la station Vinatier, à Bron, en juin 2018.

Le projet, lancé par le Syndicat mixte des transports pour le Rhône et l'agglomération lyonnaise (SYTRAL), prévoyait le prolongement de la ligne T1 du tramway de la station Debourg jusqu'aux Hôpitaux Est qui regroupent un ensemble d'établissements hospitaliers (Hôpital Femme-Mère-Enfant, Hôpital Cardiologique Pneumologique Louis Pradel, Hôpital Neurologique Pierre Wertheimer, Institut d'hématologie et oncologie pédiatrique).
Après la concertation préalable qui s'est tenue en février et mars 2015, le SYTRAL a décidé de créer une ligne indépendante dénommée T6 et exploitée sans recouvrement avec la ligne T1 existante. Une ligne unique entre les stations IUT - Feyssine et Hôpitaux Est était jugée trop longue et la possibilité d'implanter le terminus à la station Suchet et non à la station Debourg a été écartée du fait de la difficulté d'insertion du projet.
Le nouveau tramway dessert sur son passage les quartiers du Moulin-à-vent, des États-Unis et de Mermoz. Trois tracés ont été étudiés pour la partie centrale du tracé : l'un assurant la correspondance avec la ligne D du métro à la station Grange Blanche (incluant un tronc commun de 2,5 km avec la ligne T2), l'autre passant à proximité de la station Laënnec (avec un tronc commun de 600 m avec les lignes T2 et T5) et le dernier  assurant la correspondance avec la ligne D du métro à la station Mermoz-Pinel.
Tôt le matin et tard le soir, des rames font uniquement le trajet entre les stations Mermoz-Pinel et Hôpitaux-Est
Après la concertation publique du 23 février au 24 mars 2015, cette dernière solution a finalement été retenue. L'enquête publique a eu lieu entre le 20 juin et le 22 juillet 2016, et le préfet du Rhône signe l'arrêté d'utilité publique le 26 décembre 2016. Les travaux préparatoires ont commencé en novembre 2016 et les travaux d’infrastructures en août 2017. La mise en service commercial de la ligne s'est faite le 22 novembre 2019 à 14 h 30.

## Tracé et stations

### Liste des stations
|  |   |  | Station                       | Communes desservies      | Correspondances                                                                |
|  | - |  | ----------------------------- | ------------------------ | ------------------------------------------------------------------------------ |
|  | ■ |  | Debourg                       | Lyon 7e                  | Ligne oui · Ligne MB · Ligne oui · Ligne T1 · Ligne oui · Ligne 34 · Ligne 64  |
|  | • |  | Challemel-Lacour - Artillerie | Lyon 7e                  | Ligne oui · Ligne 34 · Ligne 64                                                |
|  | • |  | Moulin à Vent                 | Lyon 8e                  | Ligne oui · Ligne C12 · Ligne oui · Ligne 34                                   |
|  | • |  | Petite Guille                 | Lyon 8e                  | Ligne oui · Ligne 34 · Ligne 35                                                |
|  | • |  | Beauvisage - Pressensé        | Lyon 8e et Vénissieux    | Ligne oui · Ligne C16 · Ligne oui · Ligne 35                                   |
|  | • |  | Beauvisage - CISL             | Lyon 8e                  | Ligne oui · Ligne T4 · Ligne oui · Ligne C16 · Ligne oui · Ligne 26 · Ligne 34 |
|  | • |  | Grange Rouge - Santy          | Lyon 8e                  | Ligne oui · Ligne C25 · Ligne oui · Ligne 34                                   |
|  | • |  | Mermoz - Californie           | Lyon 8e                  | Ligne oui · Ligne C15                                                          |
|  | • |  | Mermoz - Moselle              | Lyon 8e                  | Ligne oui · Ligne C15                                                          |
|  | • |  | Mermoz-Pinel                  | Lyon 8e et Bron          | Cars Région X05 X06 X07                                                        |
|  | ■ |  | Essarts - Laënnec             | Lyon 8e et Bron          | Ligne oui · Ligne 24 · Ligne 1E                                                |
|  | • |  | Desgenettes                   | Lyon 3e, Lyon 8e et Bron | Ligne oui · Ligne T2 · Ligne T5                                                |
|  | • |  | Vinatier                      | Lyon 3e et Bron          | Ligne oui · Ligne C8                                                           |
|  | ■ |  | Hôpitaux Est - Pinel          | Lyon 3e et Bron          | Ligne oui · Ligne C8 · Ligne C9                                                |

Tracé réel de la ligne.

Les lignes T2 et T5 peuvent emprunter les voies de la ligne T6 entre les stations Desgenettes et Mermoz - Pinel en cas d'incident sur le secteur de Grange Blanche, leur permettant ainsi de continuer à offrir une connexion avec la ligne D du métro et la ligne de bus 1E[réf. nécessaire].

## Exploitation de la ligne
Le trajet entre les stations Debourg et Hôpitaux Est - Pinel s'effectue en 20 à 22 minutes. La ligne est exploitée avec 6 rames courtes Citadis 302, rendues disponibles à la suite de la mise en service des rames longues Citadis 402 sur la ligne T4. La fréquence de la ligne est d'une rame toutes les 10 minutes en journée en semaine. Le premier départ d'un terminus a lieu à 5 h 0, sauf le dimanche, à 5 h 30. Les premiers départs se font au départ de Mermoz - Pinel et les derniers départs sont pour cette dernière.
Les rames de la ligne sont remisées au centre de maintenance tramway de Saint-Priest avec celles des lignes T1, T2, et T5.

## Future extension

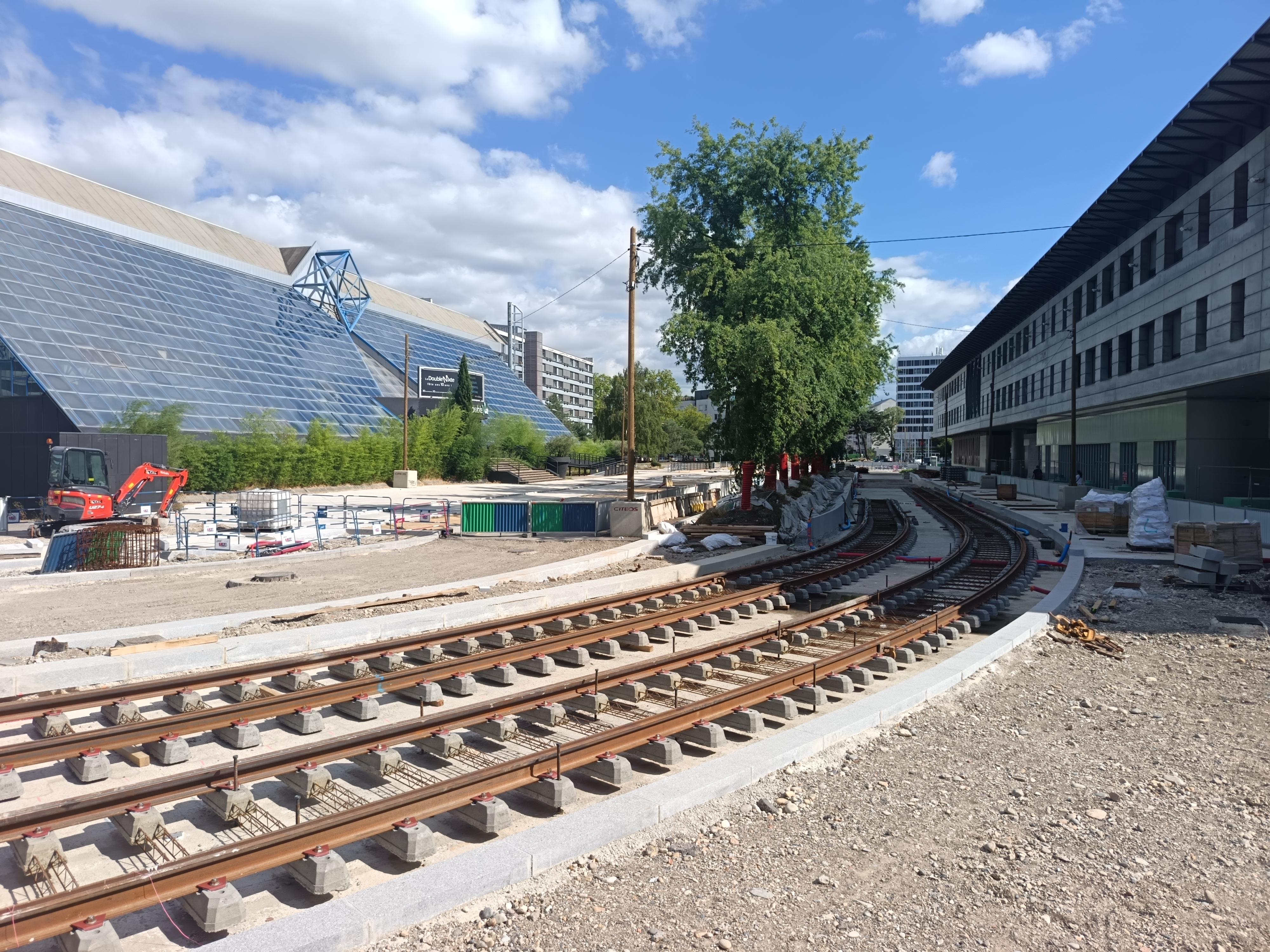
Mise en place des rails du T6 à proximité de l'arrêt Gaston Berger.

L'avenir de la ligne est déjà lancé plus au nord, jusqu'à la Doua par Villeurbanne (via la gare de Villeurbanne, la place Jules-Grandclément et le quartier des Gratte-ciel). La concertation préalable à l'enquête publique a eu lieu du 15 mars au 12 avril 2021. La Préfecture de la Région Auvergne Rhône-Alpes a organisé une enquête publique du 20 juin au 21 juillet 2022. Enfin, les travaux ont été lancés en janvier 2023. Le tracé est le suivant : 
Elle emprunte d'abord le boulevard Pinel, puis le chemin du Vinatier, la route de Genas, l'avenue Général-Leclerc, la place Grandclément, la rue Jean-Jaurès, l'avenue de Saint-Exupéry et l'axe des rues Florian, Verlaine et Jean-Bourgey. Elle continue ensuite vers le nord via de nouvelles rues créées dans le cadre de la ZAC des Gratte-ciel puis enchaine les rues Billon, Alexis-Perroncel et Yvonne ou une rue nouvelle à travers le site d'une usine, la rue Roger-Salengro, la rue Gaston-Berger prolongée jusqu'à l'angle des rues de la Doua et Roger-Salengro pour finir par un nouveau terminus à la station Gaston-Berger. 
Avec ce prolongement (5,4 km, huit stations nouvelles et interconnexion avec les stations Gare de Villeurbanne et Gaston-Berger existantes), la ligne T6 serait alors la plus interconnectée du réseau en donnant correspondance aux lignes de métro A, B, D, aux lignes de tramway T1, T2, T3, T4, T5 et à la ligne de bus à haut niveau de service C3. Le temps de parcours entre Debourg et La Doua-Gaston Berger est estimé à 43 minutes, et 46 minutes entre Debourg et Cité Internationale.
L'ouverture du tronçon nord est prévue pour 2026.
|  |   |  | Stations                | Communes desservies | Correspondances                       |
|  | - |  | ----------------------- | ------------------- | ------------------------------------- |
|  | ■ |  | Hôpitaux Est - Pinel    | Lyon 3e et Bron     |                                       |
|  | • |  | Kimmerling - Genêts     | Lyon 3e et Bron     |                                       |
|  | • |  | Gare de Villeurbanne    | Villeurbanne        | Tramway de Lyon · Ligne T3            |
|  | • |  | Grandclément            | Villeurbanne        | Bus en mode C · Ligne C3              |
|  | • |  | Saint-Exupéry - Jaurès  | Villeurbanne        |                                       |
|  | • |  | Verlaine - Tolstoï      | Villeurbanne        | Bus en mode C · Ligne C3              |
|  | • |  | Hôtel de Ville - TNP    | Villeurbanne        |                                       |
|  | • |  | Gratte-Ciel             | Villeurbanne        | Métro de Lyon · Ligne A               |
|  | • |  | Geneviève de Gaulle     | Villeurbanne        |                                       |
|  | • |  | Roger Planchon          | Villeurbanne        |                                       |
|  | ■ |  | La Doua - Gaston Berger | Villeurbanne        | Tramway de Lyon · Ligne T1 · Ligne T4 |